# Vidas Ginevičius
Vidas Ginevičius, né le 11 mai 1978 à Kaunas, dans la République socialiste soviétique de Lituanie, est un joueur lituanien de basket-ball, évoluant au poste de meneur.

## Carrière

### Palmarès
- Champion de Lituanie 2004, 2005, 2007 (Žalgiris Kaunas)
- Vainqueur de la ligue baltique 2005 (Žalgiris Kaunas)